# Nowhere Men
Nowhere Men ist eine US-Comicserie des Autors und Image-Comics-Chefredakteurs Eric Stephenson und Zeichners Nate Bellegarde, die seit November 2012 bei Image Comics läuft. Das Erscheinen der ursprünglich geplanten zwölf Bände wurde durch verschiedene Gründe immer wieder verzögert. Der Hauptgrund war die Erkrankung des Zeichners Nate Bellegarde, wodurch bereits Band sechs um mehrere Monate auf Oktober 2013 verschoben werden musste. Nach einer Pause von zwei Jahren wurde die Serie im Januar 2016 mit dem neuen Zeichner Dave Taylor wieder aufgenommen. Nachdem die Bände sieben bis elf planmäßig erschienen, ist Band zwölf bereits wieder um mehrere Monate verspätet, mit einem aktuell geplanten Erscheinungstermin von Februar 2018. Hierfür wurden von Taylor ebenfalls gesundheitliche Gründe angeführt.
Bis Juni 2017 sind elf Hefte (auf Englisch), und ein Sammelband (Heft 1–6, auf Englisch und Deutsch) erschienen. Die Serie ist Teil einer Reihe von komplexeren und experimentierfreudigen Comicreihen bei Image Comics.

## Inhalt
Der Comic handelt von vier jungen Wissenschaftlern, die einen an Beatlemania erinnernden Hype auslösen und mit ihrer Firma World Corp. ein neues Zeitalter der Naturgesetze einläuten. Parallel wird ein Jahre später angesetztes World Corp.-Projekt im Weltraum beleuchtet. Die beteiligten Astronauten fallen einem Unfall zum Opfer und bekommen verschiedenste bizarre bis superheldenähnliche Fähigkeiten.
Autor Stephenson gibt an, die Beatles seien eine der Inspirationsquellen für den Comic gewesen. Das Besondere an dem  Comic ist die Art und Weise, wie scheinbar reale Schriftstück, Briefe, Magazinseiten, Interviews, Logos und Werbetexte zwischen den Handlungsseiten eingewoben werden, um dadurch das Gesamtbild einer fiktiven Welt zu erzeugen. Nowhere Men erreichte Platz 12 auf einer Best-of-the-Best-2013-Liste vom Bleeding Cool-Magazin, für die 23 verschiedene Jahresbestenlisten ausgewertet wurden.

## Auszeichnungen
Nowhere Men war 2014 für vier Eisner Awards nominiert, von denen einer gewonnen wurde:
- Best Continuing Series: nominiert
- Best Writer (Eric Stephenson): nominiert
- Best Penciller/Inker (Nate Bellegarde): nominiert
- Best Coloring (Jordie Bellaire): gewonnen[Anmerkung 1]